# IBM 704

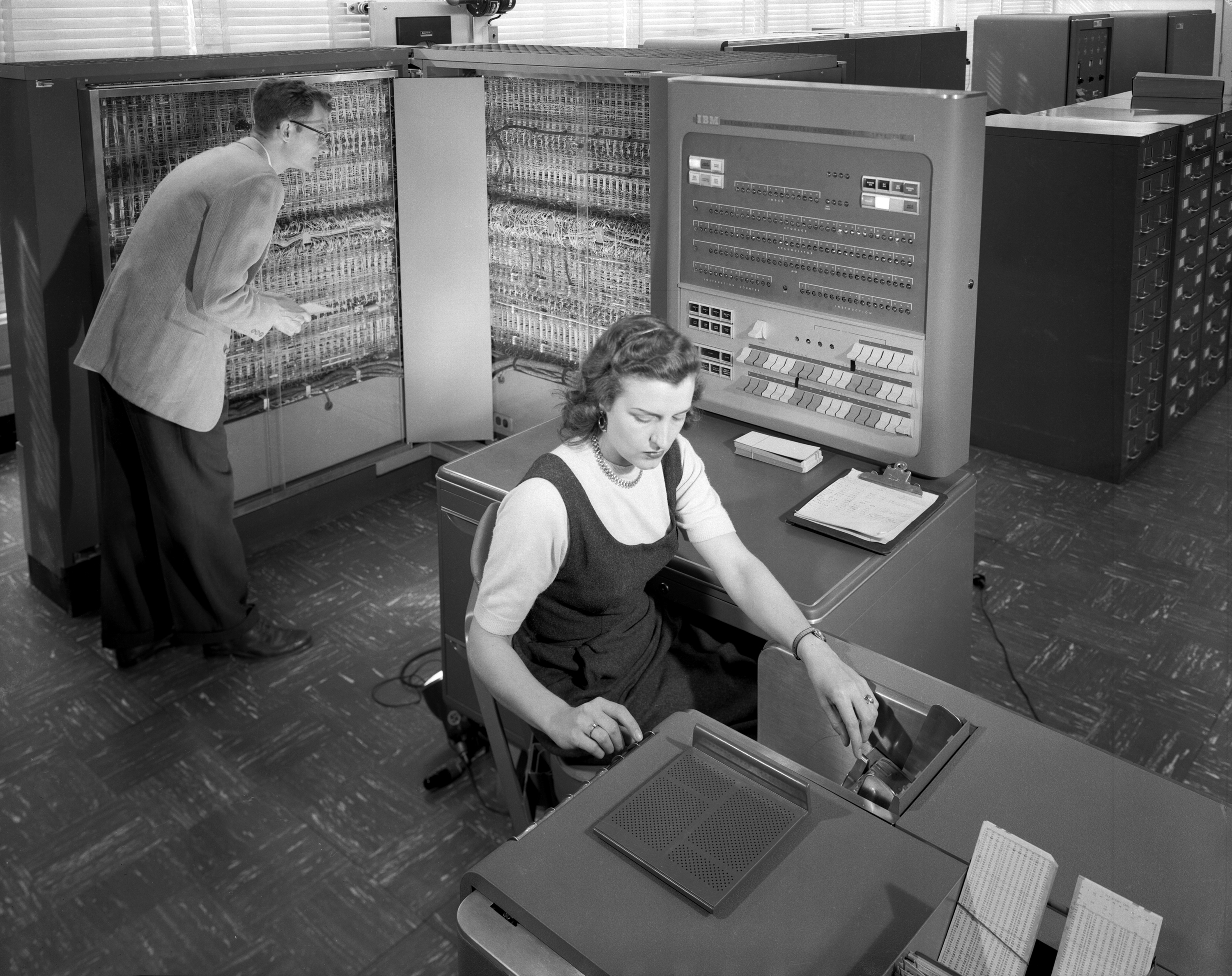
미국 국가항공자문위원회(NACA)의 IBM 704 컴퓨터(1957년)

IBM 704는 IBM이 1954년 선보인 대형 디지털 메인프레임 컴퓨터이다. 부동소수점을 위한 하드웨어를 갖춘 최초의 대량 생산된 컴퓨터였다.
당시 704는 "복잡한 수식을 처리할 수 있던 유일한 컴퓨터"로 불렸다. 704는 아키텍처와 구현 면에서 초창기 IBM 701에 비해 상당한 개선을 이루었다. 701처럼 704는 진공관 논리 회로를 사용하지만 명령 크기를 18비트에서 36비트로 증가시켰으며 이 증가된 비트는 메모리의 워드 크기와 동일하다. 701 대비 변화로는 윌리엄스관 대신 자기 코어 메모리의 이용, 부동 소수점 산술 명령, 15비트 어드레싱, 3개의 인덱스 레지스터 추가 등이 있다. 이 새 기능들을 지원하기 위해 명령들이 풀 36비트 워드를 사용하도록 확장되었다. 701과 호환되지 않는 새로운 명령어 집합은 IBM 700/7000 시리즈 컴퓨터의 과학 아키텍처 서브클래스의 토대가 되었다.

## 같이 보기
- GM-NAA I/O